# Olivella zonalis
Olivella zonalis är en snäckart som först beskrevs av Jean-Baptiste Lamarck 1811.  Olivella zonalis ingår i släktet Olivella och familjen Olividae. Inga underarter finns listade i Catalogue of Life.